# Hella (stad)
Hella is een stad in de gemeente Rangárþing ytra in het zuiden van IJsland met ongeveer 800 inwoners (2014). Hella ligt aan de oostelijke zijde van de rivier Ytri-Rangá, een van de beste zalmrivieren van IJsland. Hella ligt aan de rondweg van IJsland (de hringvegur) op 94 kilometer van Reykjavik tussen Selfoss en Hvolsvöllur. Van oorsprong lag er op de huidige plaats van Hella de boerderij Gaddastaðir, maar het stadje ontstond omstreeks 1927 toen er een winkel werd geopend. Nu heeft Hella een algemene servicefunctie voor de bewoners van de omgeving. Zo vind je er onder andere een bank, winkels, apotheek, bakker, pension, camping en een gezondheidscentrum. Iets ten noordwesten van Hella ligt het gehucht Rauðilækur met 43 inwoners.
De plaatsnaam komt van de nabijgelegen grotten aan de westelijke oever van de rivier (hella is de genitief meervoud van hellir dat grot betekent). Er zijn verschillende inscripties (waarvan de betekenis onbekend is) in de grotten gevonden, en men vermoedt dat er nog voor de kolonisatie van IJsland Ierse monniken in hebben gewoond. Er zijn op IJsland meer van dergelijke grotten gevonden.
Iets ten noorden van Hella ligt de Árbæjarfoss in de Ytri-Rangá en ten zuiden van Hella de Ægissíðufoss. Naast deze laatste waterval loopt een kleine trap.

## Geboren
- Dagný Brynjarsdóttir (1991), voetbalster